# Südtirol Volley
Il Südtirol Volley è stata una società pallavolistica di Bolzano, militante per due stagioni in Serie A2, la seconda categoria del campionato italiano.

## Storia
La società nacque nel 2003, quando acquisì il titolo sportivo dalla formazione di Lamezia Terme ed esordì così nella seconda serie italiana. La squadra, allenata da Luca Moretti, ingaggiò giocatori di esperienza tra i quali Natale Monopoli, Antonio Costantini e Daniele Moretti.
Il campionato di Serie A2 2003-2004 vide la formazione altoatesina terminare la regular season al terzo posto, con 56 punti in 30 gare. Raggiunse la finale dei play-off promozione, ma venne sconfitta al tie-break nell'ultima gara contro la Tonno Callipo Vibo Valentia. Nella stessa stagione raggiunse la semifinale della Coppa Italia di Serie A2.
Nella stagione 2004-2005 sulla panchina sedette il piemontese Flavio Gulinelli, ed i risultati furono un quinto posto in regular season, la sconfitta in semifinale dei play-off e l'eliminazione ai quarti di finale dalla Coppa Italia di categoria. Al termine della stagione la società decise di abbandonare la categoria, e cedette il titolo sportivo alla squadra di Arezzo.